# Ribeira (Ponte de Lima)
Ribeira  ist eine Gemeinde (Freguesia) im nordportugiesischen Kreis Ponte de Lima der Unterregion Minho-Lima. In ihr leben 1846 Einwohner (Stand 19. April 2021).

## Bauwerke
- Igreja de São João da Ribeira